# NGC 5498
NGC 5498 est une vaste galaxie lenticulaire relativement éloignée et située dans la constellation du Bouvier. Sa vitesse par rapport au fond diffus cosmologique est de 9 827 ± 15 km/s, ce qui correspond à une distance de Hubble de 145 ± 10 Mpc (∼473 millions d'al). NGC 5498 a été découverte par l'astronome français Édouard Stephan en 1870.